# Los Ebanos (Teksas)
Los Ebanos je naseljeno mjesto za statističke potrebe u američkoj saveznoj državi Teksas. Prema popisu stanovništva iz 2010. u njemu je živjelo 280 stanovnika.